# A Lạp Sơn Khẩu
A Lạp Sơn Khẩu (tiếng Trung: 阿拉山口; bính âm: Ālāshānkǒu) là một thành phố cấp phó địa khu vùng biên giới của châu tự trị dân tộc Mông Cổ Bortala (Bác Nhĩ Tháp Lạp), Khu tự trị Duy Ngô Nhĩ Tân Cương, Trung Quốc. Thành phố có cửa khẩu đường sắt và đường bộ giữa Trung Quốc và Kazakhstan, là một phần của Cầu đại lục Á-Âu. Thành phố được đặt tên theo đèo Dzungaria (A Lạp Sơn khẩu), một đèo kết nối hai quốc gia qua dãy núi Alatau (A Lạp Sáo sơn). Phía tây của đèo, cửa khẩu bên phía Kazakhstan là Dostyk. A Lạp Sơn Khẩu cách Bác Lạc (Bortala) 73 km, cách Ürümqi 460 km, cách Almaty 580 km.
A Lạp Sơn Khẩu là một trong các cửa khẩu quốc gia cấp 1 của Trung Quốc. Khối lượng hàng hóa xuất nhập khẩu qua A Lạp Sơn Khẩu chiếm 90% tổng số hàng hóa xuất nhập khẩu của Tân Cương. Từ năm 2010, A Lạp Sơn Khẩu đã vượt qua Mãn Châu Lý ở Nội Mông để trở thành cửa khẩu trên bộ bận rộn nhất tại Trung Quốc.
A Lạp Sơn Khẩu nguyên là một trấn cửa khẩu Khu quản lý hành chính cửa khẩu cấp hương nằm dưới quyền quản lý của thành phố Bác Lạc, A Lạp Sơn Khẩu được nâng lên thành một phó địa cấp thị vào tháng 12 năm 2012. Thành phố quản lý một lãnh thổ rộng 1.204 kilômét vuông (465 dặm vuông Anh), bao gồm 12 kilômét vuông (4,6 dặm vuông Anh) diện tích nhà cửa, và được phân thành hai nhai đạo: A Lạp Sáo (阿拉套街道) và Nghệ Bỉ Hồ (艾比湖街道). Thành phố có 10.000 cư dân thường trú và 30.000 cư dân lưu động.

## Giao thông
Liên Xô và Cộng hòa Nhân dân Trung Hoa đã đạt được thỏa thuận sẽ kết nối CHXHCNXV Kazakhstan với miền Tây Trung Quốc bằng đường sắt vào năm 1954. Bên phía Liên Xô, đường sắt đã kéo dài đến thị trấn biên giới Druzhba (Dostyk) vào năm 1959. Tuy nhiên, bên phía Trung Quốc, tuyến đường sắt Lan-Tân mới chỉ được xây dựng về phía tây đến Urumqi vào năm 1962. Do chia rẽ Trung-Xô, việc kết nối đường sắt giữa hai bên phải chờ đến ngày 12 tháng 9 năm 1990 mới hoàn thành. Cửa khẩu xa lộ đã được mở cửa vào tháng 12 năm 1995.
Các hệ thống đường sắt kết nối hai quốc gia sử dụng khổ khác nhau (Trung Quốc dùng khổ tiêu chuẩn rộng 1.435 mm/4 ft 8+1⁄2 in, song bên phía Kazakhstan dùng khổ Nga rộng 1.520 mm/4 ft 11+5⁄6 in). Có đề xuất về một tuyến đường sắt xuyên lục địa khổ tiêu chuẩn kết nối châu Âu và Trung Quốc để tránh hai lần lệch khổ. Kế hoạch này đã được ký kết vào năm 2004.
Ngày 10 tháng 7 năm 2010, Sân bay Bác Lạc A Lạp Sơn Khẩu đã mở cửa với các chuyến bay định kỳ đến Ürümqi.